# Nunez Silva
Nunez Silva – portugalski rugbysta, dziewięciokrotny reprezentant Portugalii w rugby union mężczyzn. 
Jego pierwszym meczem w reprezentacji było spotkanie z Włochami, które zostało rozegrane 7 maja 1967 w Genule. Ostatni raz w reprezentacji zagrał 12 maja 1968 z Włochami w Lizbonie. 